# Aleurotulus anthuricola
Aleurotulus anthuricola là một loài côn trùng cánh nửa trong họ Aleyrodidae, phân họ Aleyrodinae.
Aleurotulus anthuricola được Nakahara miêu tả khoa học đầu tiên năm 1989.